# Константин Вампила
Константин Вампила е български дизайнер и писател.

## Биография
Константин Петров е роден на 6 януари 1973 година в София. Израства в Стара Загора, където учи пиано и контрабас в Средно музикално училище „Христина Морфова“, както и руски език в Руска гимназия „Максим Горки“. През 1990 година среща Кристина Хаджиева в Пловдив и стартира артистичната му кариера като драматург, сценарист, писател и моден дизайнер. Заедно с Кристина Хаджиева през 1991 година създават студио „Кристина Авангард“ в София, което през 1996 г. се преименува във „Вампила Ателие“.
През 1993 година пиесата му „Подлезът на Анна“ печели първо място в анонимен конкурс за радиопиеса на Българското национално радио, програма „Христо Ботев“. През 1995 година радиосериалът „Кака Нели и негрите“ печели приз и Второ място на Конкурса за радиосериал на БНР, програма „Христо Ботев“. Константин Вампила работи като колумнист в столични светски издания.
Дизайнерският му тандем с Кристина в периода от 1991 година до 2013 година създава множество модни колекции, две от които им носят наградите на Българска Академия за мода „Златна игла“ в раздел „Авангардна мода“ за 1997 година и за втори път през 1999 година.
През 1996 година „Вампила Ателие“ е удостоено с Наградата на Пако Рабан, връчена лично от твореца за колекцията „Ностагията на принцовете“. Тандемът Вампила е основател на Клубната мода в България и дълги години създава визии, перформанси и програми, както във всички най-популярни нощни клубове и дискотеки, така и в много ъндърграунд средища в цялата страна. „Вампила Ателие“ са автори на костюми за повече от 200 видеоклипа на най-популярните български поп и фолк изпълнители. Константин Вампила, като част от „Вампила Ателие“, е творчески директор – от първия до последния ден – на легендарния микс-клуб „Спартакус“.
През 2009 година издателство „Сиела“ издава фентъзи трилъра му „Курт“ – първа част от „Трилогия на Мрака“. През 2014 година издателство „Кота“ издава романа „Ключът на Мрака“ – втора част от „Трилогия на Мрака“. От 2012 г. Констнантин Вампила се оттегля от активния светски живот и се отдава изцяло на литературно творчество в сферата на мистицизма, окултните техники и трансформизма.

## Произведения

### Серия „Трилогия на Мрака“
1. Курт, изд. „Сиела“ София (2009), 666 с.[6]
2. Ключът на Мрака, изд. „Кота“ Стара Загора (2014), 359 с.

### Пиеси
- Подлезът на Ана (1993)
- Кака Нели и негрите (1995)